# Морозова Ганна Никифорівна
Ганна Никифорівна Моро́зова (нар. 9 грудня 1910, Горлівка — пом. 6 травня 1992, Київ) — українська скульпторка; членкиня Спілки художників України з 1940 року.

## Життєпис
Народилася 26 листопада [9 грудня] 1910 року в місті Горлівці (тепер Донецька область, Україна). 1938 року закінчила Київський художній інститут (викладачі Бернард Кратко, Макс Гельман).
Жила в Києві, в будинку на вулиці Смирнова-Ласточкіна № 20, квартира 8. Померла в Києві 6 травня 1992 року.

## Творчість
Працювала в галузі станкової і монументальної скульптури у стилі соціалістичноно реалізму та пластики малих форм із майоліки і органічного скла. Серед робіт:
скульптура
- «Сім'я» (1939);
- «Людмила Павличенко» (1944);
- «Материнство» (1947);
- «Володимир Ленін із матір'ю» (1950),
- «За роззброєння» (1960, гіпс);
- «Олександр Пушкін» (1963);
- «Олександр Ульянов» (1970, оргскло);
- «Маруся Чурай» (1971, метал);

пам'ятники

Пам'ятник викладачам і студентам Політехнічного інституту.

- Сергію Кірову у Горлівці (1946, цемент)
- Костянтину Румянцеву в Горлівці (і958);
- Загиблим викладачам і студентам Київського політехнічного інституту у Києві (1950, відкрито у 1967 році; штучний камінь, бронза; співавтор скульптор О. Г. Суровцев, архітектор Є. П. Вересов).

Брала участь у міських, всеукраїнських виставках з 1944 року.